# Auerbachia anomala
Auerbachia anomala är en djurart som tillhör fylumet Myxozoa, och som beskrevs av Meglitsch 1968. Auerbachia anomala ingår i släktet Auerbachia och familjen Auerbachiidae. Inga underarter finns listade i Catalogue of Life.